# Zbór Kościoła Adwentystów Dnia Siódmego w Nowym Sączu
Zbór Kościoła Adwentystów Dnia Siódmego w Nowym Sączu – zbór adwentystyczny w Nowym Sączu, należący do diecezji południowej Kościoła Adwentystów Dnia Siódmego.
Starszym zboru jest Bronisław Działowski. Obowiązki pastora pełni Andrzej Wierzchowski. Nabożeństwa odbywają się w kościele przy ul. Wierzbowej 7 każdej soboty, o godz. 9.30.